# Icik Szmuli
Icik Szmuli (hebr.: איציק שמולי, ang.: Itzik Shmuli, ur. 8 lutego 1980 w Tel Awiwie) – izraelski nauczyciel, działacz społeczny i polityk, od 2013 poseł do Knesetu. W latach 2020–2021 był ministrem pracy i opieki społecznej.

## Życiorys
Urodził się 8 lutego 1980 w Tel Awiwie.
Służbę wojskową odbył w 82 batalionie 7 Brygady Pancernej. Ukończył studia w zakresie edukacji specjalnej i społecznej, a następnie – polityki publicznej na Uniwersytecie Hebrajskim. Do 2012 był przewodniczącym Narodowego Związku Izraelskich Studentów. Pracował jako nauczyciel edukacji specjalnej.
W wyborach w 2013 po raz pierwszy został wybrany posłem z listy Partii Pracy. W dziewiętnastym Knesecie zasiadał w komisji spraw gospodarczych. W wyborach w 2015 skutecznie kandydował z koalicyjnej listy Unia Syjonistyczna. W Knesecie XX kadencji przewodniczył podkomisji ds. okrucieństwa wobec zwierząt, był także członkiem komisji edukacji, kultury i sportu; finansów oraz pracy, opieki społecznej i zdrowia. W wyborach w kwietniu 2019 uzyskał reelekcję z listy Partii Pracy. W dwudziestym pierwszym Knesecie był członkiem komisji organizacyjnej.
W czerwcu zapowiedział, że wystartuje w wyborach na stanowisko przewodniczącego Partii Pracy, po tym jak dotychczasowy lider laburzystów Awi Gabbaj ogłosił rezygnację w związku z najgorszym wynikiem wyborczym w historii. Jego rywalami byli Setaw Szafir i Amir Perec. 2 lipca ogłoszono, że nowym przewodniczącym został Perec, który uzyskał 47% głosów, druga była Szafir (26,9%), zaś trzeci Szmuli (26,3%).
W latach 2020–2021 roku minister pracy i opieki społecznej.